# Zhong Kang
Zhong Kang (仲康) fut le quatrième roi de la dynastie Xia. Succédant à Tai Kang, il déplaça la capitale à Shang (商), mais la ramena éventuellement à Zhenxun (斟鄩). Il régna de -2159 à -2146. Son fils Xiang lui succéda.